# William Roche (homme politique néo-écossais)
Pour les articles homonymes, voir William Roche et Roche.
William Roche (11 février 1842-19 octobre 1925) est un homme politique canadien de le Nouvelle-Écosse. Il est député fédéral libéral de la circonscription néo-écossaise de Halifax de 1900 à 1908.
Il est également député provincial libéral de Halifax County de 1886 à 1897.

## Biographie
Né à Halifax en Nouvelle-Écosse, Roche étudie à The Halifax Academy (en) et à la Free Church Academy. Il siège comme conseiller municipal d'Halifax de 1849 à 1850. Il travaille aussi comme vice-président de la Union Bank of Canada et président de la Halifax Fire Insurance Company. 
Roche devient membre de l'Assemblée législative de la Nouvelle-Écosse en 1886. Il est ministre sans portefeuille de 1896 jusqu'à son départ en 1897. 
Élu sur la scène fédérale en 1900 et réélu en 1904, il siège à la Chambre des communes du Canada jusqu'à sa défaite en 1908. Il est ensuite nommé au Sénat du Canada sous recommandation de Wilfrid Laurier afin de représenter la division sénatoriale de Halifax en 1910.
Il siège au Sénat jusqu'à son décès en 1925.
L'oncle de Roche, Charles Roche (en), a également été député provincial en Nouvelle-Écosse.